# Maniola nigrorubra
Maniola nigrorubra är en fjärilsart som beskrevs av Lambert-Joseph-Louis Lambillion 1903. Maniola nigrorubra ingår i släktet Maniola och familjen praktfjärilar. Inga underarter finns listade i Catalogue of Life.